# Longmengrottorna

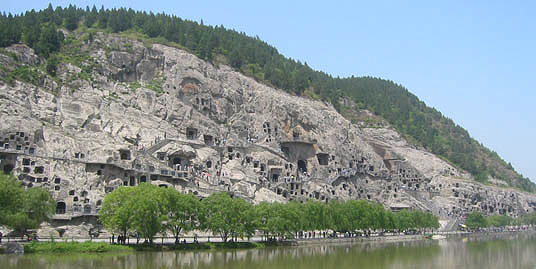
Longmenshan sedd från Manshuibron i sydöst, maj 2004

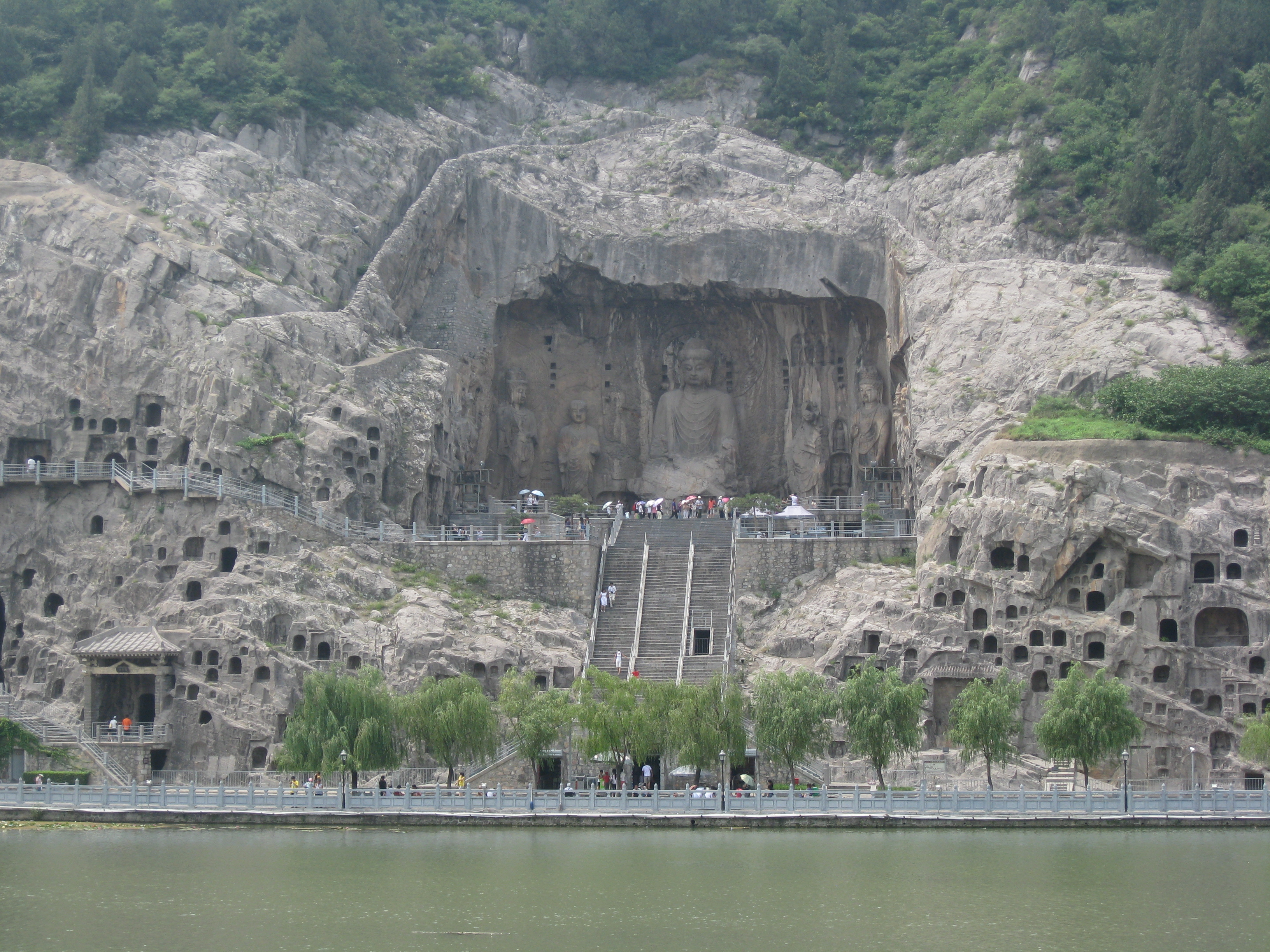
Den största Buddhastatyn vid Longmengrottorna, 2010

Longmengrottorna (龙门石窟; Lóngmén shíkū, 'Drakportsgrottorna') ligger i Luolong-distriktet, 12 km söder om den nutida staden Luoyang i Henanprovinsen, Kina. Grottorna som överväldigande avbildar buddhistiska motiv är tätt placerade vid de båda bergen Xiangshan (i öster) och Longmenshan (i väster). Yifloden rinner mellan bergen. Av denna anledning brukade området kallas Yique (伊阙, 'Yis port'). Denna plats är därmed rätt ur Fengshuisynpunkt. 
Från norr till söder är sträckan som är täckt av grottor cirka en kilometer. Tillsammans med Mogaogrottorna och Yunganggrottorna är Longmengrottorna en av de tre mest berömda antika skulpturplatserna i Kina.
Den största statyn föreställer Buddha och sägs enligt traditionen vara skulpterad att likna den enda kvinnliga kejsaren i Kinas historia: Wu Zetian.

## Statistik
Enligt Longmengrottornas forskningsinstitut finns det 2 345 grottor och nischer, 2 800 inskriptioner, 40 pagoder och över 100 000 Buddhabilder på platsen. 30 % av grottorna daterar sig till Norra dynastin, 60 % till Tangdynastin, grottor från andra tidsperioder utgör mindre än 10 %.
Grottorna påbörjades år 493.
Området skrevs in på Unescos Världsarvslista november 2000.

## Enskilda grottor

### Norra dynastin
- Guyanggrottan
- Mellersta Binyanggrottan (nr 140)
- Lotusblommagrottan
- Weizigrottan
- Huangfugonggrottan

### Suidynastin
- Södra Binyanggrottan (nr 159)

### Tangdynastin
- Fengxiansi
- 10 000 Buddhas grotta
- Gömda bäckens tempelgrotta (nr 20)
- Kanjingsi
- Dawanwufogrottan
- Norra Binyanggrottan (nr 104)

## Att besöka området
Longmenområdet är öppet för allmänheten och trots att man inte får gå in i grottorna kan de flesta konstverken ses från utsidan.

Longmengrottorna
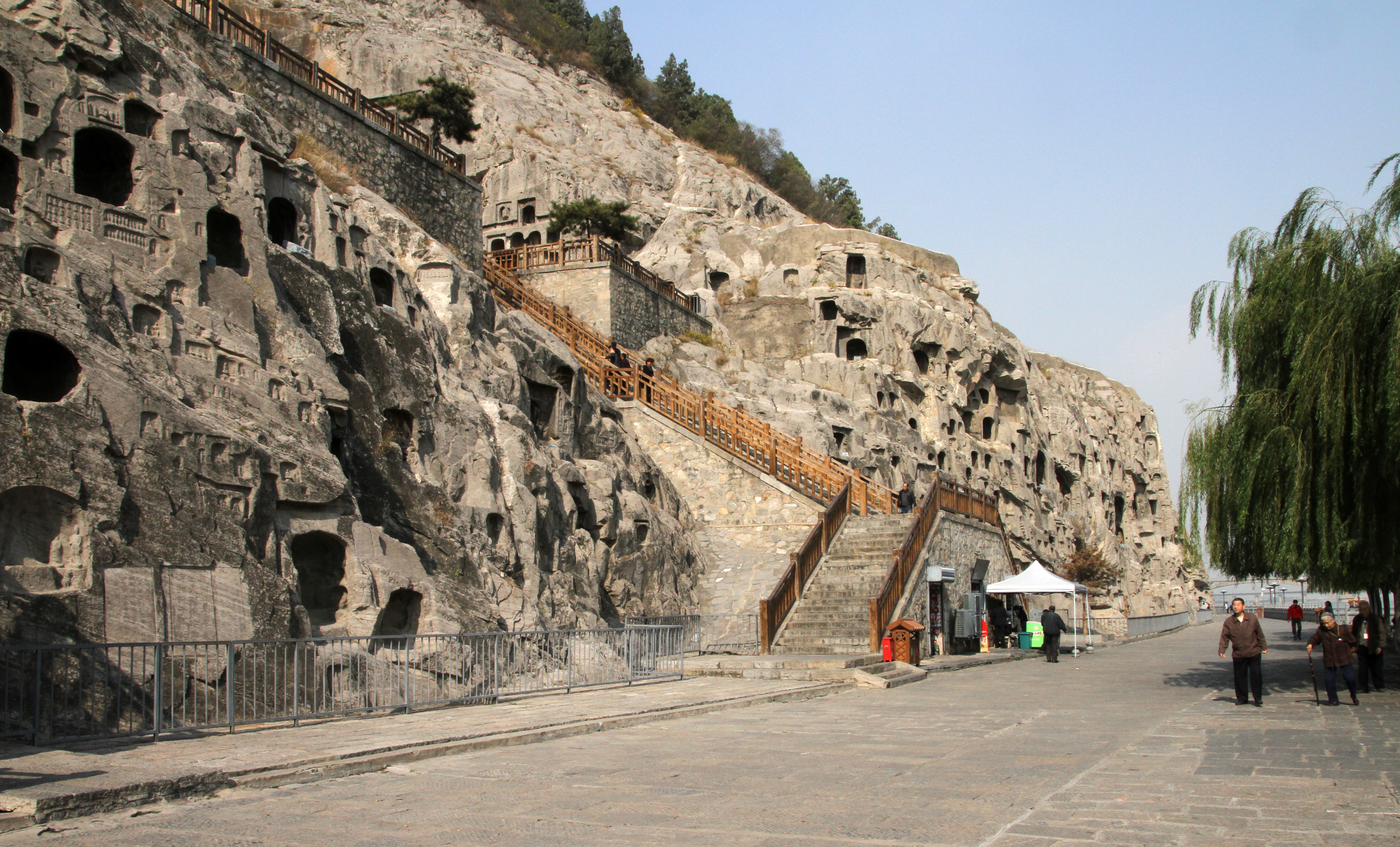
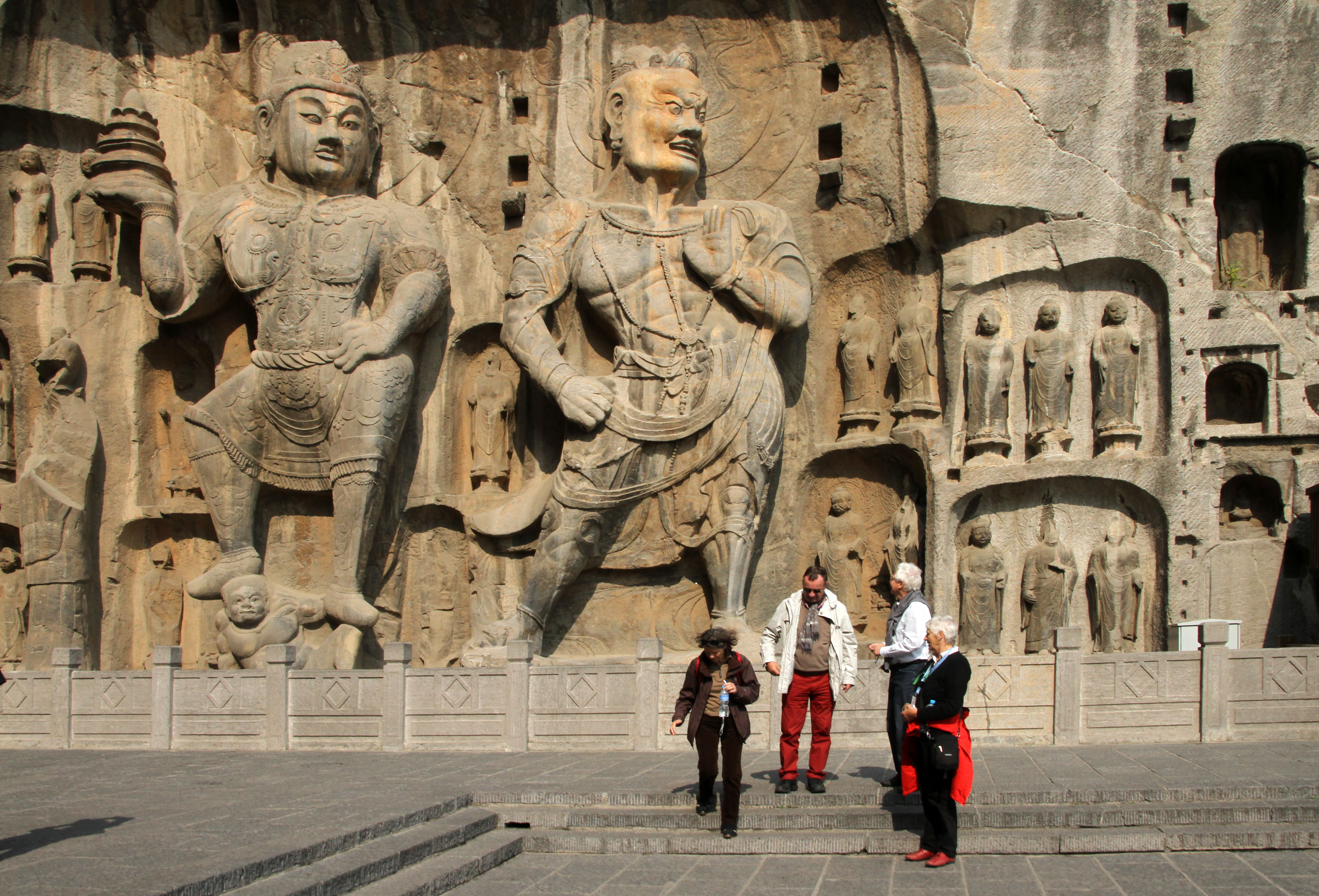
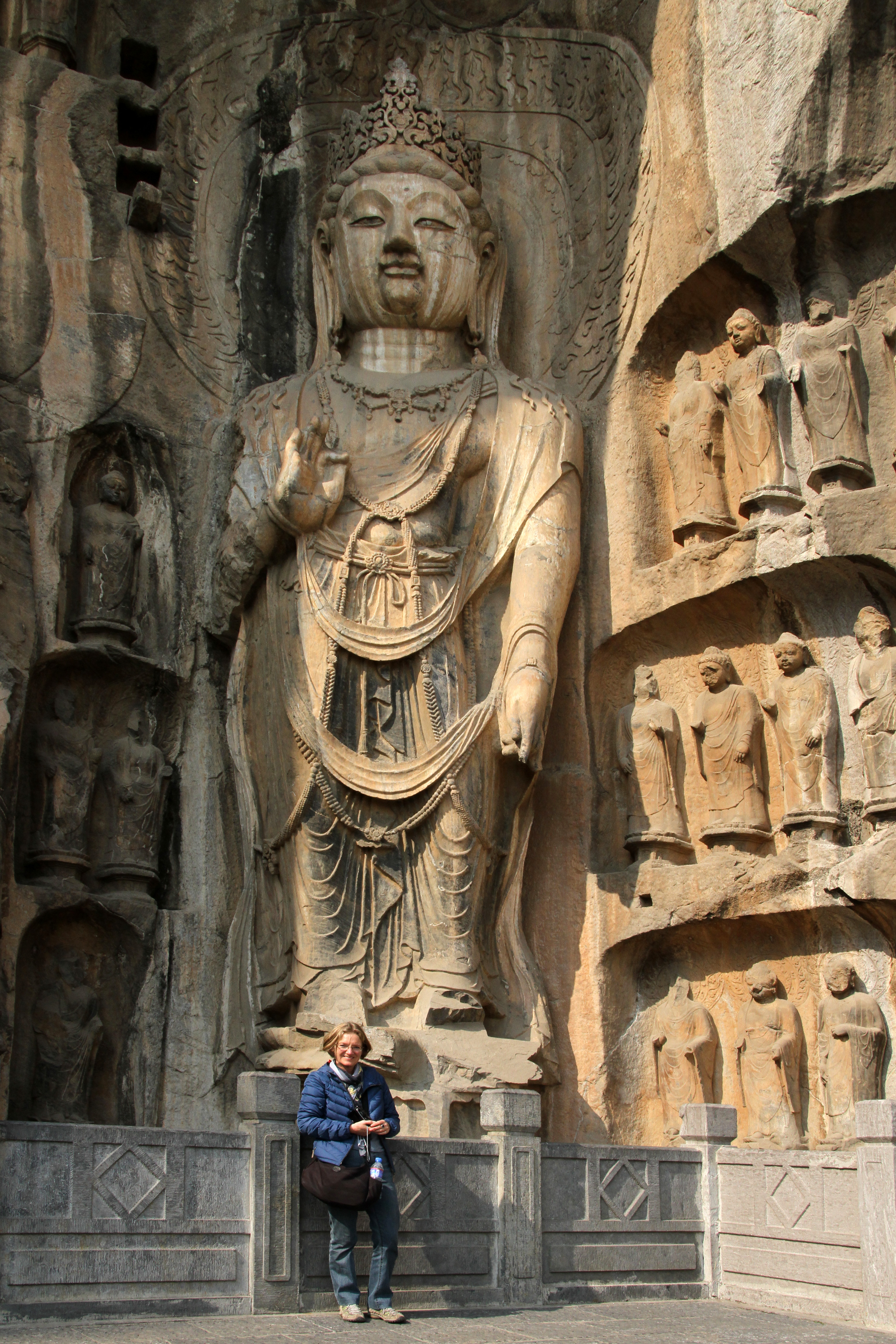
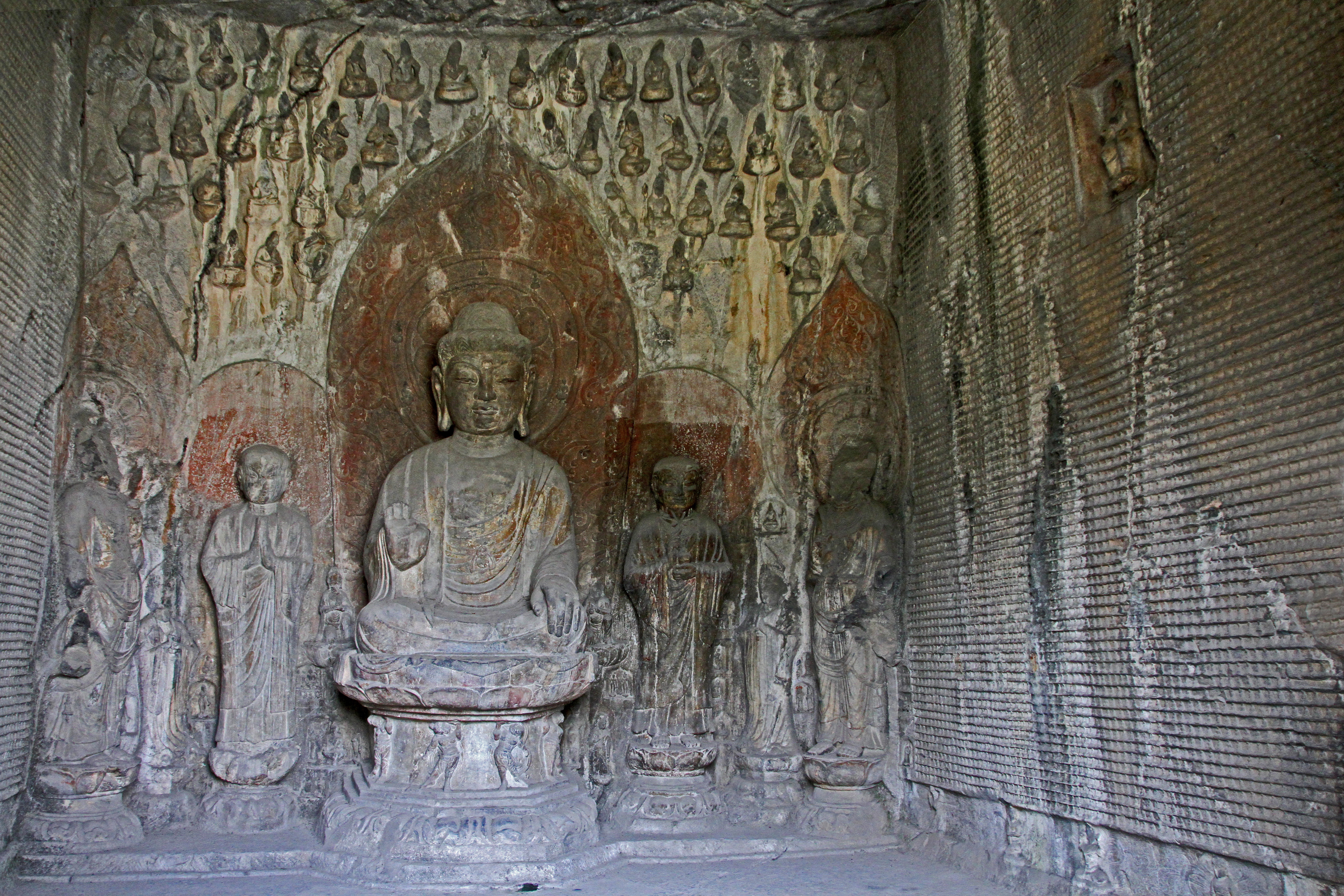
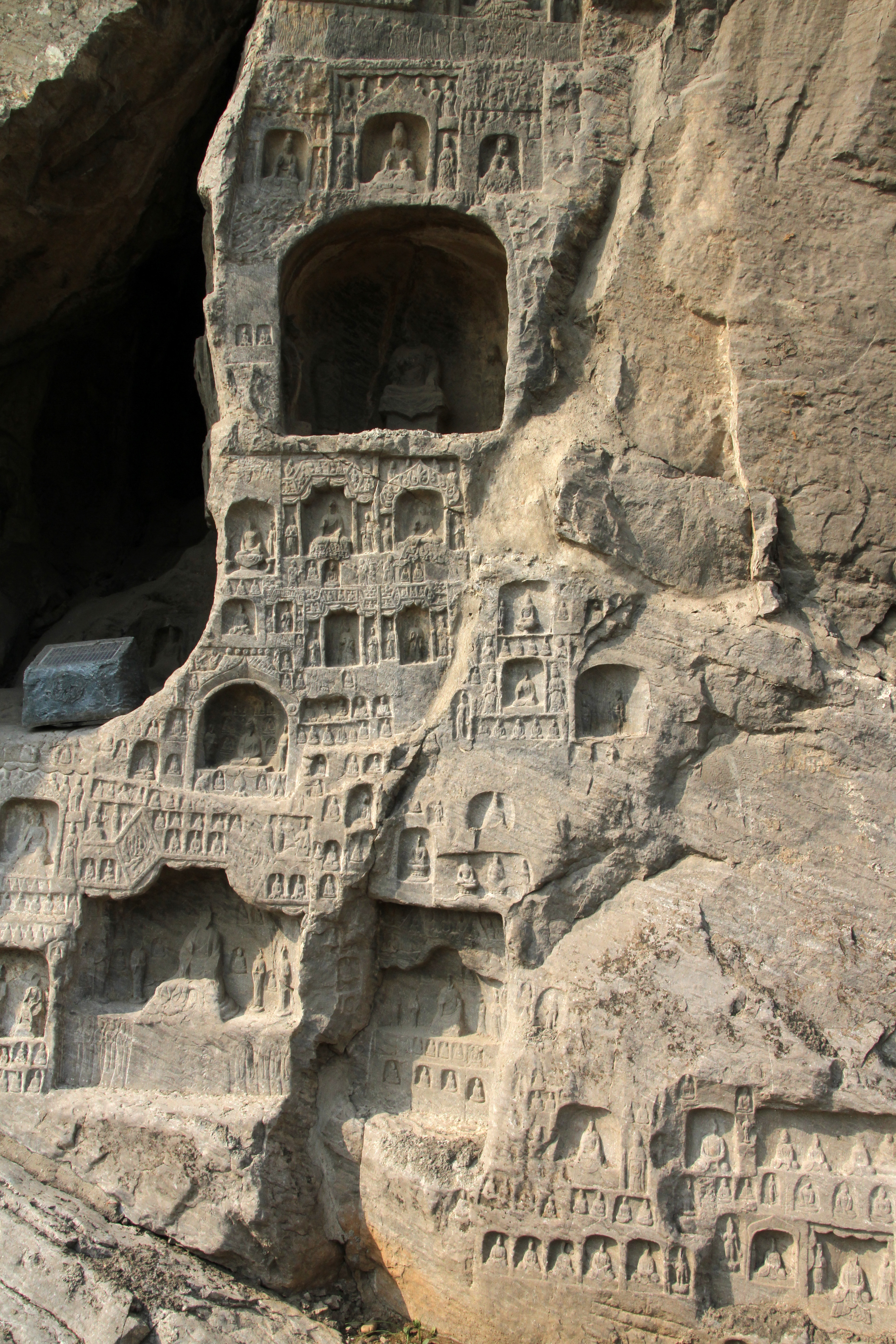
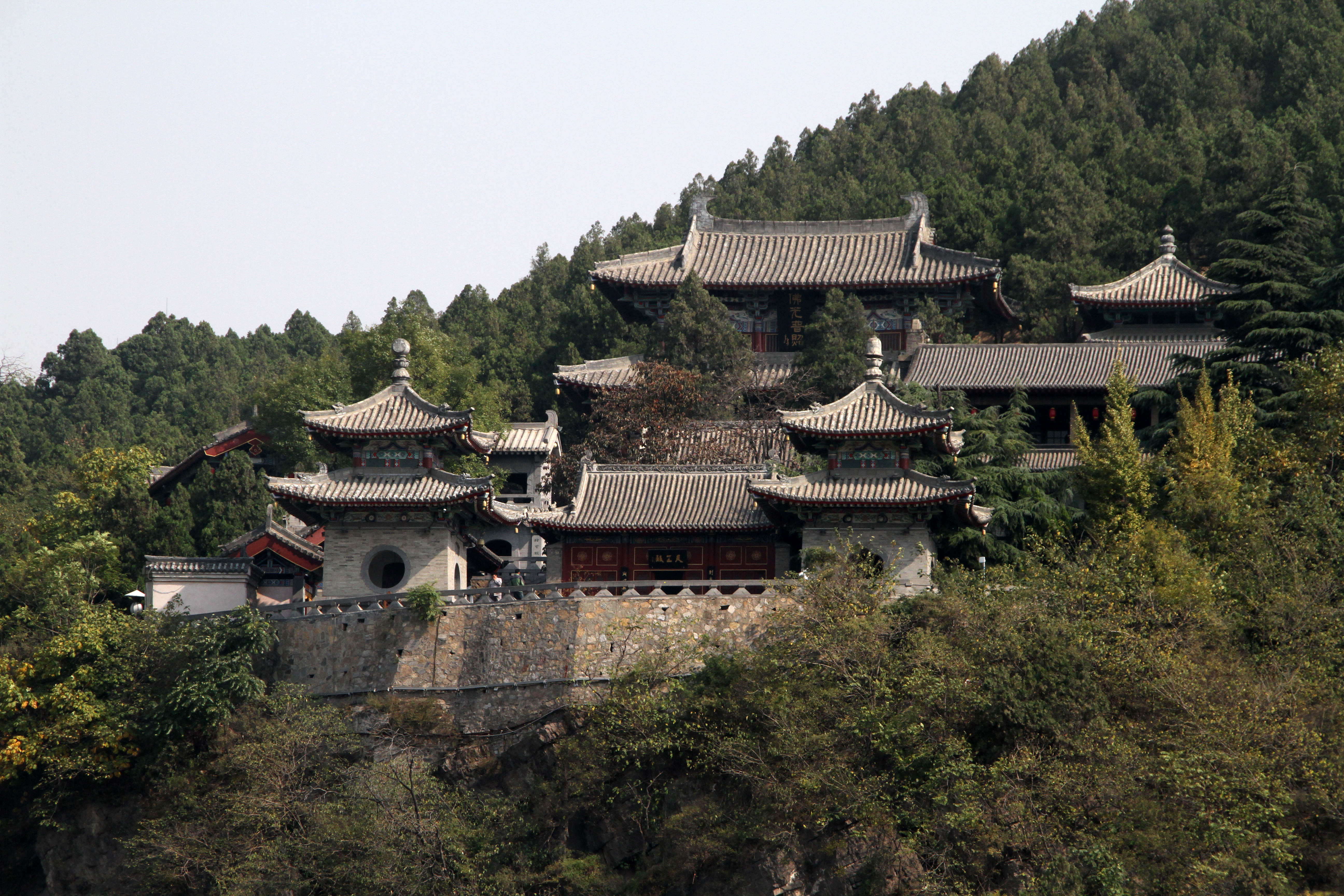